# Benedikt Gutjan
Benedikt Gutjan (* 6. August 1983 in München) ist ein deutscher Radiomoderator und Synchronsprecher.

## Leben
In München aufgewachsen, stand er bereits mit 9 Jahren das erste Mal vor einem Synchronmikrofon und ist seitdem in zahlreichen Kino- und Serienproduktionen zu hören. Er ist die deutsche Stimme von: Adam Brody, Douglas Booth, Charlie Vickers, Seth Green, Jackson Rathbone und Finn Jones.
Außerdem spricht er u. a. die animierten Figuren Chris Griffin in Family Guy sowie Brook in One Piece.
Seit 2002 war er als Radiomoderator bei Radio Energy München in verschiedenen Sendungen zu hören. Von 2005 bis 2007 und von 2014 bis 2017 moderierte er dort die Energy Toast Show von 5 bis 10 Uhr. Von 2018 bis 2020 moderierte er beim Münchner Radiosender Gong 96,3. Ende Dezember 2020 gab er schließlich seinen Wechsel zu Bayern 3 bekannt.
Darüber hinaus verfügt er über ein breites Repertoire prominenter Stimmen, die er für Radio-Comedies in ganz Deutschland imitiert.
Zusammen mit Jacqueline Belle ist er im Synchronsprecher-Podcast HART4 zu hören.

## Synchronsprecherrollen
Adam Brody
- 2004: American High – Hier steigt die Party! als Zack Altman
- 2004–2007: O.C., California als Seth Cohen
- 2005: Mr. & Mrs. Smith als Benjamin Danz
- 2007: Im Land der Frauen als Carter Webb
- 2009: Jennifer’s Body – Jungs nach ihrem Geschmack als Nikolai Wolf
- 2011: Scream 4 als Deputy Hoss
- 2011: Die Tochter meines besten Freundes als Toby Walling
- 2014: New Girl als Berkley
- 2012: Auf der Suche nach einem Freund fürs Ende der Welt als Owen
- 2012: Revenge for Jolly! als Danny
- 2013: House of Lies als Nate
- 2013: Lovelace als Harry Reems
- 2014: Life Partners als Tim
- 2016: Yoga Hosers als Ichabod
- 2017: CHiPs als Clay Allen
- 2016–2018: StartUp als Nick Talman
- 2019: Ready or Not – Auf die Plätze, fertig, tot als Daniel
- 2020: The Kid Detective als Abe Applebaum
- 2023: River Wild als Trevor
- 2023: Amerikanische Fiktion als Wiley
- 2024: Nobody Wants This als Noah

Chō
- seit 2003: One Piece als Brook
- 2009: One Piece – Strong World als Brook
- 2012: One Piece Z als Brook
- 2012: One Piece: Episode of Ruffy als Brook
- 2015: One Piece Film: Abenteuer auf Nebulandia als Brook
- 2016: One Piece Film: Gold als Brook
- 2019: One Piece Film: Stampede als Brook
- 2022: One Piece Film: Red als Brook

Douglas Booth
- 2011: Great Expectations als Pip
- 2014: The Riot Club als Harry
- 2014: Noah als Sem
- 2016: Stolz und Vorurteil und Zombies als Mr. Bringley
- 2019: Mary Shelley als Percy Shelley

Zach Gilford
- 2006–2011: Friday Night Lights als Matt Saracen
- 2009: (Traum)Job gesucht als Adam Davies
- 2018–2021: Good Girls als Gregg
- 2019: L.A.’s Finest als Ben Walker

Jackson Rathbone
- 2008: Twilight – Biss zum Morgengrauen als Jasper Hale
- 2009–2014: White Collar als Nate Osbourne
- 2009: New Moon – Biss zur Mittagsstunde als Jasper Hale
- 2010: Eclipse – Biss zum Abendrot als Jasper Hale
- 2011: Breaking Dawn – Biss zum Ende der Nacht – Teil 1 als Jasper Hale
- 2012: Breaking Dawn – Biss zum Ende der Nacht – Teil 2 als Jasper Hale
- 2022: Warhunt als Walsh
- 2023: The Island – Auge um Auge als Phil

Todd Hofley
- 2007: Jesse Stone: Alte Wunden als Alan Garner
- 2009: Jesse Stone: Dünnes Eis als Alan Garner
- 2010: Jesse Stone: Ohne Reue als Alan Garner

Seth Green
- seit 1999: Family Guy als Chris Griffin (2. Stimme)
- 2005: Family Guy präsentiert: Die unglaubliche Geschichte des Stewie Griffin als Chris Griffin

Chris Pratt
- 2003: Das X–Team als Keenan Kranjac
- 2008: Wanted als Barry

Jonathan Keltz
- 2007: American Pie präsentiert: Die College-Clique als Wesley
- 2013: 21 & Over als Randy

Miles Fisher
- 2011: Final Destination 5 als Peter Friedkin
- 2011: J. Edgar als Agent Garrison

Finn Jones
- 2011–2016: Game of Thrones als Loras Tyrell
- 2019: Dickinson als Samuel Bowles

Keegan-Michael Key
- 2021: Schmigadoon! als Josh
- 2023: Willkommen in Schmicago als Josh

### Filme
- 1995: Hal Scardino in Der Indianer im Küchenschrank als Omri
- 1996: Ludwig Briand in Prinzessin Fantaghirò V als Masala
- 2003: Jack White in Unterwegs nach Cold Mountain als Georgia
- 2005: Ato Essandoh in Hitch – Der Date Doktor als Tanis
- 2008: Eddie Redmayne in Die Schwester der Königin als William Stafford
- 2008: Scott Porter in Prom Night als Bobby
- 2008: Sean Faris in The Fighters als Jake Tyler
- 2008: Franck Dubosc in Asterix bei den Olympischen Spielen als Troubadix
- 2009: Justin Chatwin in Dragonball Evolution als Son Goku
- 2009: Mathew Horne in Lesbian Vampire Killers als Jimmy
- 2009: Nick Cornish in Shopaholic – Die Schnäppchenjägerin als Tarquin
- 2009: Lucas Till in Hannah Montana – Der Film als Travis Brody
- 2010: Nic Novicki in Santa Pfotes großes Weihnachtsabenteuer als Ellis
- 2010: Shawn Ashmore in Frozen – Eiskalter Abgrund als Joe Lynch
- 2010: Nick Lashaway in Mit Dir an meiner Seite als Marcus
- 2011: Die Sterntaler als Herr Flix
- 2011: Dustin Ingram in Paranormal Activity 3 als Randy Rosen
- 2012: George Finn in LOL als Chad
- 2012: Martin Short in Frankenweenie als Nassor
- 2015: William Lebghil in Aladin – Tausendundeiner lacht!
- 2015: Johan Widerberg in Ein Mann namens Ove als Weißhemd
- 2016: Pharrell Williams in Popstar als Pharrell Williams
- 2016: Nicholas Braun in How to Be Single als Josh
- 2018: Jamie Demetriou in Sherlock Gnomes als Moriarty
- 2020: Adrian Grenier in Stage Mother als Nathan
- 2020: Marc Zinga in Brutus vs César als Claudius
- 2020: Nikesh Patel in Artemis Fowl als Foaly
- 2021: Toshiyuki Toyonaga in Pretty Guardian Sailor Moon Eternal als Hawk Eye
- 2021: Wayne Grayson in Gullivers Rückkehr als Gulliver
- 2021: Robbie Amell in Resident Evil: Welcome to Raccoon City als Chris Redfield
- 2022: Waleed Elgadi in The 355 als Yassine
- 2022: Chase Del Rey in King Richard als Pete Sampras
- 2022: Rob Yang in The Menu als Bryce
- 2022: William Moseley in On the Line als Dylan
- 2023: Yoson An in Plane als Samuel Dele
- 2023: Dean Geyer in Zoey 102 als Todd Schupert
- 2023: Robbie Amell in Simultant als Evan

### Serien
- 1996: Zachery Ty Bryan in Hör mal, wer da hämmert als Brad
- 1996: George McFarland in Die kleinen Strolche als Spanky
- 1997: Noah Segan in Eine schrecklich nette Familie als Robby Bennett
- 2006–2008: Jack Plotnick in Drawn Together als Xandir P. Wifflebottom
- 2007–2010: Brendan Quinn in Die Tudors als Knyvett
- 2008: Simon Greenall in Fur TV als Mervin
- 2008–2009: Micah Alberti in Wildfire als Matt Ritter
- 2009–2013: Michael Steger in 90210 als Navid Shirazi
- 2009–2015: Donald Glover in Community als Troy Barnes
- 2010–2015: Seth Gold in Hardcore Pawn das härteste Pfandhaus Detroits
- 2010–2014: Lucas Neff in Raising Hope als Jimmy Chance
- 2010–2013: Kyle Massey in Der Fisch-Club als Milo
- 2011: Chris Zylka in 10 Dinge, die ich an dir hasse als Joey Donner
- 2013: Jayson Blair in The New Normal als Clay Clemmons
- 2014–2021: Jamie Hector in Bosch als Jerry Edgar
- 2014–2018: Spencer Rothbell in Clarence als Clarence Wendle
- seit 2014: Peter Scanavino in Law & Order: Special Victims Unit als Dominick Carisi Jr.
- 2014–2017: Brandan Fehr in The Night Shift als Dr. Drew Alister
- 2014–2020: Rotimi Akinosho in Power als Andre „Dre“ Coleman
- seit 2014: Tress MacNeille in Die Simpsons als Dubya Spuckler
- 2015: DJ Qualls in The Man in the High Castle als Ed McCarthy
- 2016: Dan Amboyer in Younger als Thad Steadman
- 2016: Augustus Prew in Pure Genius als James Bell
- 2016: Thomas Hwan in Follow the Money als Alf Rybjerg
- 2016: Hugh Skinner in Fleabag als Harry
- 2017: Jorge López in Soy Luna als Ramiro Ponce
- 2017: John Patrick Amedori in The Good Doctor als Dash
- 2018: Kōki Uchiyama in Violet Evergarden als Benedict Blue
- 2018: Echo Kellum in Arrow als Curtis Holt
- 2018: Jeff Pierre in Once Upon a Time – Es war einmal … als Prinz Naveen/Drew
- 2018: Callum Blake in Medici als Carlo de Medici
- 2019: Jake Lacy in Fosse/Verdon als Ron
- 2020: Paul Rugg in Erde an Ned als Ned
- 2020: Iain De Caestecker in Roadkill als Duncan Knock
- 2020: Jason Diaz in The 100 als Levitt
- 2020: Oliver Chris in Trying als Freddy
- 2020–2023: Stephen Manas in Ted Lasso als Richard Montlaur
- 2021: Lou Taylor Pucci in Physical als Tyler
- 2021: Romi Park in Shaman King als Ren Tao
- 2021: Adam Hugill in The Watch als Constable Carrot Ironfoundersson
- 2021: Dave Burd in Dave als Lil Dicky
- 2021: Boyd Holbrook in The Premise als Aaron
- 2022: Adam Korson in This Is Us – Das ist Leben als Elijah
- 2022: Charlie Vickers in Der Herr der Ringe: Die Ringe der Macht als Halbrand / Sauron
- 2023: Sebastian Chacón in Daisy Jones and the Six als Warren Rojas
- 2023: Bruno Sevilla in A Town Called Malice als Officer Alfonso
- 2023: Travis Van Winkle in Fubar als Aldon
- 2024: Saamer Usmani in 3 Body Problem als Raj Vama